# Гетто в Даугавпилсе
Гетто в Даугавпилсе  (15 июля 1941 — 26 октября 1942) — еврейское гетто, место принудительного переселения евреев города Даугавпилс и близлежащих населённых пунктов в процессе преследования и уничтожения евреев во время оккупации территории Латвии войсками нацистской Германии в период Второй мировой войны. Из более чем 15 тысяч узников гетто выжило около 100 человек, остальные были убиты нацистами и их пособниками.

## Оккупация и создание гетто
По данным переписи 1935 года в Даугавпилсе проживали 11 106 евреев, которые составляли около четверти населения города. Некоторые из них в предвоенные годы эмигрировали. Накануне Второй мировой войны в городе жило 13 000 евреев. После присоединения Латвии к СССР, 14 июня 1941 года, 209 евреев были депортированы в Сибирь советскими властями.
Немецкие войска заняли Даугавпилс 26 июня 1941 года после сильной бомбардировки. Большинство евреев остались в городе и не эвакуировались, поскольку многие считали что немцы будут лояльны к местному населению как это было во время Первой мировой войны. Те же, кто хотел уехать, не успели этого сделать из-за стремительного отступления Красной армии. Эвакуироваться успели около 2000 евреев. По свидетельству В. Цикунова, первую группу евреев в Даугавпилсе немцы расстреляли уже 26 июня в парке.
С 29 июня начались издевательства и массовые убийства евреев. Нацисты обвинили евреев в организации поджогов в городе и убийствах латышей вместе с советскими чекистами накануне немецкого вторжения. С начала оккупации и до 13 июля зондеркомандой 1b айнзатцгруппы А под руководством Эриха Эрлингера в городе было убито 1150 евреев.
13 июля в первом номере городской «Даугавпилсской латышской газеты» было опубликовано распоряжение коменданта евреям носить на одежде спереди и сзади (для мужчин также на левом колене) нашивки в виде жёлтой звезды. 15 июля была сожжена Большая синагога и ряд молитвенных домов. В этот же день вышло постановление о создании еврейского гетто в мостовом укреплении Даугавпилсской крепости на левой стороне Двины.

## Жизнь в гетто и уничтожение узников

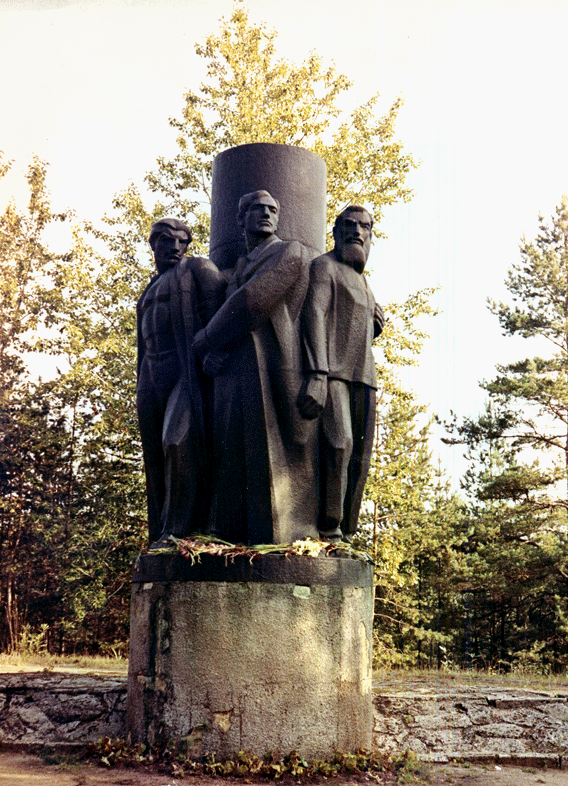
Скульптура на мемориале памяти жертв фашизма в Даугавпилсе, в настоящее время заменена стелой

К 26 июля все евреи были переселены в гетто. Сюда же переселили также оставшихся в живых после массового уничтожения в первые недели войны евреев окрестных населённых пунктов: Краславы, Резекне, Илуксте, Лудзы и других. Всего в гетто находилось от 15 до 20 тысяч человек.
В гетто была страшная теснота, многие располагались просто под открытым небом. Мужчины и женщины были размещены отдельно, дети до 14 лет находились с матерями. Бани не было, мужчинам разрешалось купаться в реке с 7 до 8 и с 14 до 15 часов, а женщинам с 8 до 9 и с 15 до 16. Был создан медицинский пункт, для множества оставшихся сиротами детей организован детский дом. Рожать детей в гетто запрещалось. Комендантом гетто стал бывший офицер латвийской армии Вольдемар Заубе, были созданы юденрат во главе с Мовше Мовшензоном (его отец в 1918 году во время германской оккупации был главой города) и еврейская полиция. В октябре 1941 года юденрат сделал даже неудачную попытку организовать школу.
29 июля немцы приказали подготовить списки стариков, якобы для перевода в «специальный лагерь». Всех внесённых в списки вывезли за 8 километров от Даугавпилса в Межциемский (Погулянский) лес и расстреляли. 2, 6 и 17 августа были проведены новые акции уничтожения, в которых было убито около 4000 человек. Массовые расстрелы в гетто с 13 июля по 22 августа проводила айнзатцкоманда 3 под руководством оберштурмфюрера Иоахима Хамана (нем. Joachim Hamann) и местные полицейские под руководством Робертса Блузманиса (латыш. Roberts Blūzmanis). Их жертвами в Даугавпилсе стали 9012 человек. В октябре 1941 года в гетто насчитывалось более 2000 узников.
С 7 по 9 ноября была проведена крупная акция уничтожения. Перед этим специалистам, работавшим в мастерских, были выданы специальные удостоверения. Всех, у кого удостоверений не было, в течение трёх дней убили в Межциемсе; в общей сложности было уничтожено 1134 человека. Расстрелами руководил оберштурмфюрер Гюнтер Табберт (нем. Günter Tabbert), участие в убийствах приняла прибывшая из Риги «команда Арайса». В переписи 5 декабря было подсчитано 962 узника.
Убийства сопровождались грабежом еврейского имущества. В январе 1942 года немцами были отправлены в Берлин вещи, конфискованные у евреев Даугавпилса, среди которых находилось более 60 кг золота в различной форме, 155 кг золотых обручальных колец, 65 кг золотых серёг и так далее.
Зимой 1941/1942 года оставшиеся узники страдали от голода, сильных морозов и эпидемии брюшного тифа. На 5 декабря 1941 года в гетто числилось 962 еврея — 537 женщин, 425 мужчин, среди них 212 детей.
Новая акция была проведена 1 мая 1942 года. «Большое гетто» было ликвидировано. Около 500 человек были убиты эсэсовцами и командой Арайса. 487 трудоспособных узников были переведены на казарменное положение в городе и Даугавпилсской крепости.
26 октября 1942 года оставшихся в живых 350 узников перевели в концлагерь Кайзервальд, полностью ликвидировав гетто в Даугавпилсе. Несколько узников было отправлено в концлагерь в Эстонии в районе Кохтла-Ярве. Осенью 1944 года уцелевшие к этому времени были перевезены морем в Данциг и направлены в лагеря смерти.
Из всех узников гетто выжило около 100 человек, которые после войны подвергались допросам в советских органах государственной безопасности по подозрению в коллаборационизме. Андриевс Эзергайлис считает, что из 28 тысяч евреев, живших в Латгалии к началу оккупации, всего было убито 20 тысяч, в том числе 13 тысяч в Даугавпилсе и 7 тысяч — в других населённых пунктах.  Большинство источников считает, что в Даугавпилсе погибло более 15 тысяч евреев.

## Процессы над военными преступниками
Эрих Эрлингер был арестован в декабре 1958 года. 20 декабря 1961 года земельный суд в Карслруэ приговорил его к 12 годам тюремного заключения. В 1965 году Эрлингер был освобождён по состоянию здоровья. В 1969 году он был признан недееспособным, и дело против него было прекращено.
Несколько лет в Дортмунде тянулось дело бывшего оберштурмфюрера СС Гюнтера Табберта. В 1969 году начался судебный процесс, длившейся несколько месяцев. В суде дали показания 99 свидетелей. Достоверность показаний свидетелей полностью подтвердилась документами, и прокурор вынужден был поддержать выдвинутые против Табберта обвинения. Но суд оправдал Табберта, признав его непричастным к преступлениям в Даугавпилсе. Аргументируя оправдание, председатель суда Мюллер указывал на то, что обвинения в адрес Табберта основывалось на неправдоподобных показаниях свидетелей и что в этих свидетельствах обнаруживались неточности и противоречия.

## Спасение евреев
Часть выживших в Даугавпилсе евреев была спасена благодаря помощи местных жителей: латышей, поляков, русских, представителей разных социальных групп, рисковавших жизнью ради своих соседей. Иосиф Рочко описывает несколько десятков таких случаев спасения.

## Память
27 июня 1960 года в Даугавпилсе был открыт памятник погибшим, который впоследствии был разрушен и от него остался только постамент с надписью на русском и латышском «Вечная память жертвам фашизма. 1941—1944 гг»
Место массового уничтожения находилось достаточно далеко от города и других населённых пунктов, поэтому точное место гибели евреев Даугавпилса долгое время оставалось неизвестным. Оно было обнаружено случайно лишь в июне 1989 года. 9 июля 1989 года на территории созданного в 1960 году мемориала памяти жертв фашизма в одной из символических могил был перезахоронен прах убитых евреев. 10 ноября 1991 года на месте расстрелов был торжественно открыт единственный в Латвии мемориал памяти жертв геноцида еврейского народа и евреев Даугавпилсского гетто На нём указан существенно преувеличенная цифра погибших — 30 тысяч человек.
В помещении отреставрированной синагоги «Кадиш» создан музей «Евреи в Даугавпилсе и Латгалии».